# Eleições estaduais no Piauí em 1947
As eleições estaduais no Piauí em 1947 ocorreram em 19 de janeiro como parte das eleições gerais no Distrito Federal, em 20 estados e nos territórios federais do Amapá, Rondônia e Roraima. Pela primeira vez desde 1928, os piauienses elegeram o governador pelo voto direto e voltaram a eleger os deputados estaduais que elaborariam a constituição estadual conforme as regras da Carta de 1946. A exemplo do ocorrido em 1945, a disputa foi polarizada entre UDN e PSD com a primeira conquistando o Palácio de Karnak e nela os udenistas venceram ao elegerem o governador José da Rocha Furtado, os senadores Joaquim Pires e Ribeiro Gonçalves, embora não tenham obtido maioria dentre os 32 assentos da Assembleia Legislativa do Piauí.
O novo governador do Piauí é formado em Medicina em 1932 pela Universidade Federal do Rio de Janeiro com especialização em cirurgia geral e exerceu a profissão antes de ingressar na política. Diante da radicalização ocorrida em seu governo, ele deixou o estado após o fim do mandato e foi residir em Fortaleza ocupando a Secretaria de Saúde no governo Plácido Castelo (1966-1971). Viveu no Ceará até falecer em 2005 aos 96 anos de idade.
A eleição para vice-governador foi realizada pela Assembleia Legislativa mediante um procedimento similar ao adotado na eleição do vice-presidente Nereu Ramos e assim o escolhido foi Osvaldo da Costa e Silva, nascido em Amarante (PI) e formado em Odontologia na Universidade Federal da Bahia. Prefeito interino de Floriano em 1929, foi eleito para o mesmo cargo anos depois e nele permaneceu durante o Estado Novo. Nas quatro eleições seguintes o vice-governador seria eleito em votação direta em chapa dissociada do titular.
No preenchimento das vagas para senador a UDN elegeu Joaquim Pires e Ribeiro Gonçalves. O primeiro exerceu sete mandatos de deputado federal até a Revolução de 1930 e teria um mandato de oito anos em lugar do falecido Esmaragdo de Freitas e o segundo teria um mandato de quatro anos e foi membro da Câmara Alta até o golpe que instaurou o Estado Novo em 1937. Foi eleito também Antônio Castelo Branco Clark como suplente do senador Matias Olímpio.

## Resultado da eleição para governador
Os percentuais refletem o total dos votos válidos obtidos pelos candidatos segundo os votos apurados. Compareceram 110.378 eleitores sendo que 676 votaram em branco (0,61%) e 2.869 votaram nulo (2,61%). Os 106.833 votos nominais foram assim distribuídos:
| Candidatos a governador do estado | Candidatos a vice-governador | Número | Coligação           | Votação | Percentual |
| --------------------------------- | ---------------------------- | ------ | ------------------- | ------- | ---------- |
| José da Rocha Furtado UDN         | Não havia -                  | -      | UDN (sem coligação) | 55.650  | 52,09%     |
| Gaioso e Almendra PSD             | Não havia -                  | -      | PSD (sem coligação) | 51.183  | 47,91%     |
| Fontes:                           |                              |        |                     |         |            |

## Resultado da eleição para vice-governador
Eleição realizada pela Assembleia Legislativa do Piauí em 24 de agosto de 1947.
| Candidatos a governador do estado | Candidatos a vice-governador | Número | Coligação           | Votação | Percentual |
| --------------------------------- | ---------------------------- | ------ | ------------------- | ------- | ---------- |
| Não havia -                       | Osvaldo da Costa e Silva PSD | -      | PSD (sem coligação) | -       | -          |
| Fontes:                           |                              |        |                     |         |            |

## Resultado da eleição para senador
O candidato eleito com maior votação substituiria o falecido Esmaragdo de Freitas ao passo que o segundo colocado completaria o número previsto na Constituição de 1946, cabendo-lhe um mandato de quatro anos.
| Candidatos a senador da República | Candidatos a suplente de senador | Número | Coligação           | Votação | Percentual |
| --------------------------------- | -------------------------------- | ------ | ------------------- | ------- | ---------- |
| Joaquim Pires UDN                 | Ver abaixo -                     | -      | UDN (sem coligação) | 52.010  | 25,87%     |
| Ribeiro Gonçalves UDN             | Ver abaixo -                     | -      | UDN (sem coligação) | 51.918  | 25,82%     |
| Mirócles Veras PSD                | Ver abaixo -                     | -      | PSD (sem coligação) | 50.267  | 25,00%     |
| Hugo Napoleão PSD                 | Ver abaixo -                     | -      | PSD (sem coligação) | 46.860  | 23,31%     |
| Fontes:                           |                                  |        |                     |         |            |

## Resultado da eleição para suplente de senador
O Artigo 11 § 2º inciso I alínea B do ADCT da Carta de 1946 tratou da eleição dos suplentes de senador.

### Senador Joaquim Pires
| Candidatos a senador da República | Candidatos a suplente de senador  | Número | Coligação           | Votação | Percentual |
| --------------------------------- | --------------------------------- | ------ | ------------------- | ------- | ---------- |
| Ver acima -                       | Ocílio Pereira do Lago UDN        | -      | UDN (sem coligação) | 36.718  | 70,86%     |
| Ver acima -                       | João Coelho de Resende UDN        | -      | UDN (sem coligação) | 8.525   | 16,45%     |
| Ver acima -                       | Dídimo do Pará Castelo Branco UDN | -      | UDN (sem coligação) | 6.577   | 12,69%     |

### Senador Ribeiro Gonçalves
| Candidatos a senador da República | Candidatos a suplente de senador   | Número | Coligação           | Votação | Percentual |
| --------------------------------- | ---------------------------------- | ------ | ------------------- | ------- | ---------- |
| Ver acima -                       | Celso Eulálio UDN                  | -      | UDN (sem coligação) | 35.742  | 67,51%     |
| Ver acima -                       | Domingos de Pádua Rego UDN         | -      | UDN (sem coligação) | 10.174  | 19,22%     |
| Ver acima -                       | Cícero Ferraz de Sousa Martins UDN | -      | UDN (sem coligação) | 7.027   | 13,27%     |

### Candidato Mirócles Veras
| Candidatos a senador da República | Candidatos a suplente de senador | Número | Coligação           | Votação | Percentual |
| --------------------------------- | -------------------------------- | ------ | ------------------- | ------- | ---------- |
| Ver acima -                       | Augusto Rocha Neto PSD           | -      | PSD (sem coligação) | 43.049  | 85,38%     |
| Ver acima -                       | Francisco Freire de Andrade PSD  | -      | PSD (sem coligação) | 3.916   | 7,77%      |
| Ver acima -                       | Aarão Portela Parente PSD        | -      | PSD (sem coligação) | 3.457   | 6,85%      |

### Candidato Hugo Napoleão
| Candidatos a senador da República | Candidatos a suplente de senador | Número | Coligação           | Votação | Percentual |
| --------------------------------- | -------------------------------- | ------ | ------------------- | ------- | ---------- |
| Ver acima -                       | Lineu da Costa Araújo PSD        | -      | PSD (sem coligação) | 41.201  | 87,76%     |
| Ver acima -                       | Juvêncio Alves de Carvalho PSD   | -      | PSD (sem coligação) | 3.492   | 7,44%      |
| Ver acima -                       | Ernesto José Batista PSD         | -      | PSD (sem coligação) | 2.252   | 4,80%      |

## Deputados estaduais eleitos
Estavam em jogo 32 cadeiras na Assembleia Legislativa do Piauí. encarregada de elaborar a Constituição Estadual de 22 de agosto de 1947.

Representação eleita
  PSD: 17
  UDN: 14
  PTB: 1

FonteːTSE
| Deputados estaduais eleitos | Partido | Votação | Percentual | Cidade onde nasceu  | Unidade federativa |
| Antenor Neiva               | UDN     | 3.744   | 3,48%      | Picos               | Piauí              |
| Agenor Almeida              | UDN     | 3.352   | 3,12%      | Palmeirais          | Piauí              |
| Moura Santos                | PSD     | 3.118   | 2,90%      | Picos               | Piauí              |
| Constantino Pereira         | PSD     | 2.794   | 2,60%      | São João do Piauí   | Piauí              |
| Antônio Félix de Carvalho   | PSD     | 2.545   | 2,37%      | Luzilândia          | Piauí              |
| Edson Ferreira              | PSD     | 2.505   | 2,33%      | São Raimundo Nonato | Piauí              |
| Milton Brandão              | PSD     | 2.270   | 2,11%      | Pedro II            | Piauí              |
| Agenor Veloso               | UDN     | 2.208   | 2,06%      | Valença do Piauí    | Piauí              |
| Alcides Nunes               | PSD     | 2.208   | 2,06%      | Valença do Piauí    | Piauí              |
| Lustosa Sobrinho            | UDN     | 2.136   | 1,99%      | Gilbués             | Piauí              |
| Hélio Leitão                | UDN     | 2.131   | 1,98%      | Picos               | Piauí              |
| Miguel Oliveira             | PSD     | 2.125   | 1,98%      |                     |                    |
| João Carvalho               | UDN     | 2.019   | 1,88%      | Santana do Cariri   | Ceará              |
| Paes Landim                 | UDN     | 1.977   | 1,84%      |                     |                    |
| Alberto Monteiro            | PSD     | 1.950   | 1,81%      | Picos               | Piauí              |
| Epaminondas Castelo Branco  | PSD     | 1.850   | 1,72%      | Buriti dos Lopes    | Piauí              |
| Augusto Paranaguá           | PSD     | 1.848   | 1,72%      | Rio de Janeiro      | Rio de Janeiro     |
| Orlando Carvalho            | UDN     | 1.823   | 1,69%      | Amarante            | Piauí              |
| José Mendes de Moraes       | UDN     | 1.747   | 1,62%      |                     |                    |
| Mário Raulino               | UDN     | 1.706   | 1,59%      |                     |                    |
| Otávio Miranda              | PSD     | 1.677   | 1,56%      | Campo Maior         | Piauí              |
| Antônio Santos Rocha        | PSD     | 1.665   | 1,55%      | Jerumenha           | Piauí              |
| Antônio José de Sousa       | PSD     | 1.657   | 1,54%      | Piracuruca          | Piauí              |
| Wenceslau Sampaio           | UDN     | 1.598   | 1,49%      | Buriti dos Lopes    | Piauí              |
| Paulo Salgado               | UDN     | 1.596   | 1,48%      |                     |                    |
| Milton Cardoso              | UDN     | 1.589   | 1,48%      |                     |                    |
| Cícero Rodrigues da Luz     | UDN     | 1.582   | 1,47%      |                     |                    |
| Humberto Silveira           | PSD     | 1.563   | 1,46%      | Jaicós              | Piauí              |
| Miguel Leão                 | PSD     | 1.522   | 1,42%      |                     |                    |
| Waldemar Leal               | PSD     | 1.481   | 1,38%      | Amarante            | Piauí              |
| José Auto de Abreu          | PSD     | 1.368   | 1,27%      | Teresina            | Piauí              |
| Elias Magalhães             | PTB     | 941     | 0,88%      |                     |                    |
| Fontes:                     |         |         |            |                     |                    |

## Eleições municipais
As primeiras eleições municipais no estado seriam disputadas em 29 de fevereiro de 1948 e os eleitos foram empossados em 21 de abril.